# Тутек
Тутек, или тутэк (азерб. Tütək) — азербайджанский, армянский, таджикский, горских евреев, татов (под названием тютяк) духовой музыкальный инструмент флейтового типа, распространённый с древних времён, главным образом, среди пастухов. Представляет собой трубку с 6—7-ю игровыми отверстиями. В Азербайджане разновидности тутека большого и малого размеров используются, преимущественно, в качестве солирующих инструментов в составах ансамблей и оркестров народных инструментов.
В разной степени близки тутеку по конструкции и звучанию:
- в Таджикистане — най-чупони́ (пастуший най), сурнай, филан.
- в Армении — шви (арм. Շվի).[источник не указан 1328 дней (обс.)]

## Изготовление
Имеет цилиндрический ствол, инструмент изготавливается из абрикоса, ореха, шелковицы (тутовое дерево) или из тростника. На стволе, имеющем в длину 280—300 мм, а в диаметре — 20 мм, с лицевой стороны просверливаются 6-7 отверстий, а с тыльной — одно.

## Звучание
Звучание тихое, нежное в низком регистре, громкое, свистящее — в высоком. На тутеке играют главным образом пастухи и погонщики волов: исполняют на нём (соло) песни, танцы и программные инструментальные пьесы, часто виртуозные, богато украшенные мелизмами; используется и в ансамблях. Звукоряд инструмента охватывает диапазон от «си» малой октавы до «до» третьей октавы. Умелый исполнитель может увеличить этот диапазон на несколько звуков.